# Polygonella ciliata
Polygonella ciliata är en slideväxtart som beskrevs av Meissn.. Polygonella ciliata ingår i släktet Polygonella och familjen slideväxter. Inga underarter finns listade i Catalogue of Life.